# التأثير الصحي لغاز الرادون
تمت دراسة الرادون، وهو غاز نبيل مشع، عديم اللون وعديم الرائحة ولا طعم له، من قبل عدد من الهيئات العلمية والطبية لتأثيراته على الصحة. غاز طبيعي يتكون كمنتج اضمحلال للراديوم، الرادون هو أحد أكثر المواد كثافة التي تظل غازًا في ظل الظروف العادية، ويعتبر خطرًا على الصحة بسبب نشاطه الإشعاعي. أكثر نظائره استقرارًا، الرادون -222 (222Rn) يبلغ عمر النصف 3.8 يومًا. نظرًا لنشاطها الإشعاعي العالي، لم تتم دراستها جيدًا من قبل الكيميائيين، لكن القليل من المركبات معروفة.
يتكون الرادون كجزء من سلسلة الاضمحلال الإشعاعي العادية لليورانيوم إلى (206Pb). كان اليورانيوم موجودًا منذ تشكل الأرض، وله نصف عمر طويل جدًا لنظيره الأكثر شيوعًا (4.5 مليار سنة)، وهو الوقت اللازم لتحلل نصف اليورانيوم. وهكذا، سيستمر وجود اليورانيوم والرادون لملايين السنين بنفس التركيزات تقريبًا كما هو الحال الآن.
الرادون مسؤول عن غالبية تعرض الجمهور للإشعاع المؤين. غالبًا ما يكون أكبر مساهم في جرعة إشعاع الخلفية للفرد، وهو الأكثر تغيرًا من موقع إلى آخر. يمكن أن يتراكم غاز الرادون من المصادر الطبيعية في المباني، وخاصة في المناطق المحصورة مثل السندرات والأقبية. يمكن العثور عليها أيضًا في بعض مياه الينابيع والينابيع الساخنة.
وفقًا لتقرير عام 2003 لتقييم وكالة حماية البيئة للمخاطر من الرادون في المنازل من وكالة حماية البيئة الأمريكية، تُظهر الأدلة الوبائية وجود صلة واضحة بين سرطان الرئة والتركيزات العالية من الرادون، مع 21000 حالة وفاة بسرطان الرئة بسبب الرادون في الولايات المتحدة سنويًا - في المرتبة الثانية فقط لتدخين السجائر. وبالتالي في المناطق الجغرافية التي يوجد فيها الرادون بتركيزات عالية، يعتبر الرادون ملوثًا هامًا للهواء الداخلي.

## مقدمة

### وحدات التركيز

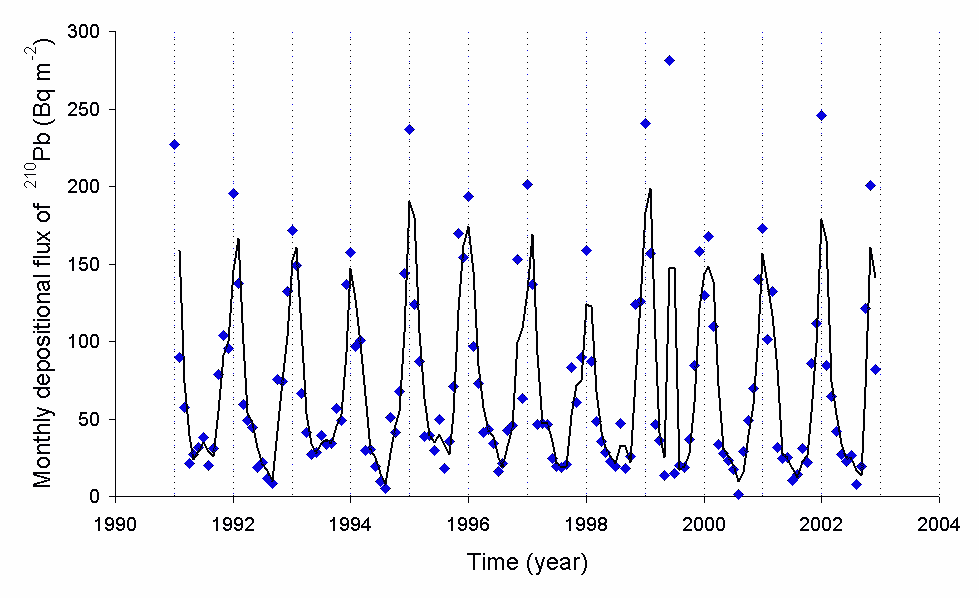
يتكون من اضمحلال. هنا معدل ترسيب نموذجي يبلغ كما في اليابان كدالة للوقت، بسبب الاختلافات في تركيز الرادون.

يُقاس تركيز الرادون في الغلاف الجوي عادةً بوحدات بيكريل لكل متر مكعب (Bq/m3)، وهي وحدة مشتقة من النظام الدولي للوحدات. كإطار مرجعي، يبلغ التعرض المحلي النموذجي حوالي 100 بيكريل/م3 في الداخل و10-20 بيكريل/م3 في الهواء الطلق. في الولايات المتحدة، غالبًا ما تُقاس تركيزات الرادون بوحدة بيكوكري لكل لتر (pCi/لتر)، مع 1 بيكوكوري/لتر = 37 بيكريل/م3.
تقيس صناعة التعدين تقليديًا التعرض باستخدام مؤشر مستوى العمل (WL)، والتعرض التراكمي في أشهر مستوى العمل (WLM): 1 WL يساوي أي مجموعة من 222Rn قصير الأجل222Rn ذرية 222Rn (218Po 218Po، 214Pb 214Pb، 214Bi 214Bi و214Po 214Po) في 1 لتر من الهواء يطلق 1.3 × 105 MeV من طاقة ألفا المحتملة؛ WL واحد يعادل 2.08 × 105 جول لكل متر مكعب من الهواء (J/m3). يتم التعبير عن وحدة SI للتعرض التراكمي بالجول-ساعة لكل متر مكعب (J · h/m3). WLM واحد يعادل 3.6 × 10 3 J · h / m 3. التعرض ل 1 WL لشهر عمل واحد (170 ساعة) يساوي 1 WLM التعرض التراكمي.
التعرض التراكمي 1 تعادل WLM تقريبًا العيش لمدة عام واحد في جو بتركيز غاز الرادون 230 بيكريل/م3.
الرادون (222Rn 222Rn) المطلق في الهواء يتحلل إلى 210Pb 210Pb والنظائر المشعة الأخرى. مستويات 210Pb يمكن قياس 210Pb. معدل ترسب هذا النظائر المشعة يعتمد على الطقس.[بحاجة لمصدر]

### الطبيعة

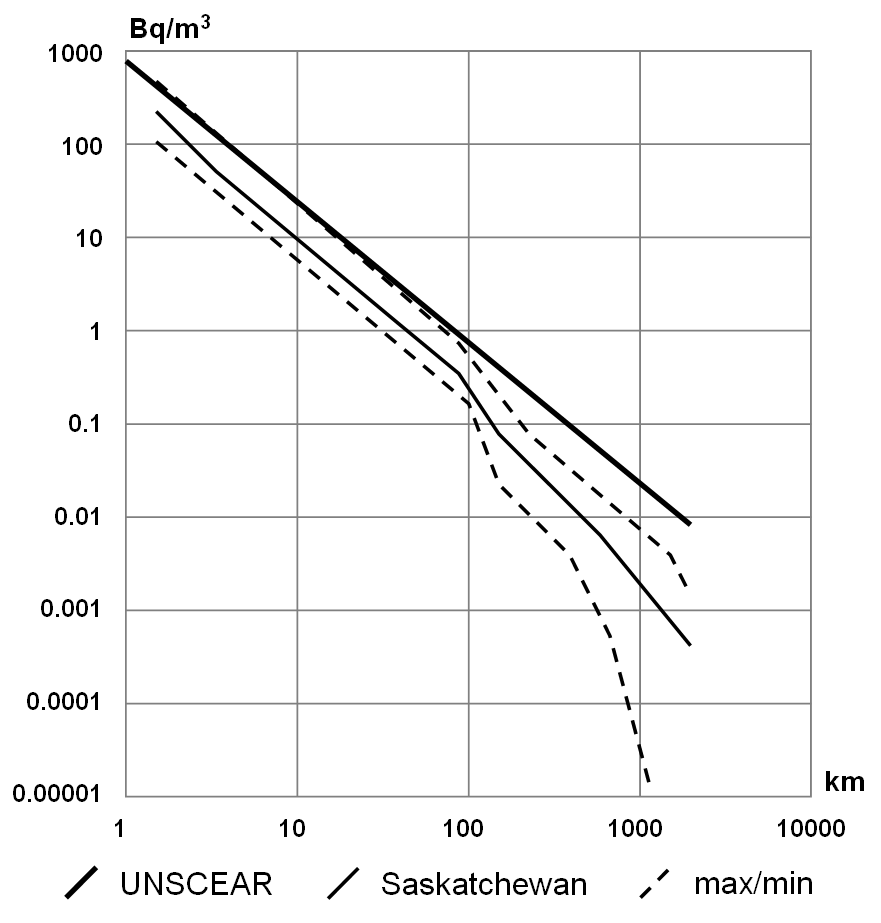
تركيز غاز الرادون بالقرب من منجم يورانيوم

تركيزات الرادون الموجودة في البيئات الطبيعية منخفضة للغاية بحيث لا يمكن اكتشافها بالوسائل الكيميائية: على سبيل المثال، 1000 يقابل تركيز Bq / m 3 (مرتفع نسبيًا) 0.17 بيكوغرام لكل متر مكعب. يبلغ متوسط تركيز غاز الرادون في الغلاف الجوي حوالي 6 ×10−20 ذرة رادون لكل جزيء في الهواء، أو حوالي 150 ذرة في كل مل من الهواء. يرجع نشاط الرادون بأكمله في الغلاف الجوي للأرض في أي وقت إلى بعض عشرات الجرامات من الرادون، والتي يتم استبدالها باستمرار بتآكل كميات أكبر من الراديوم واليورانيوم. يمكن أن يختلف تركيزه بشكل كبير من مكان إلى آخر. في الهواء الطلق، تتراوح من 1 إلى 100 بيكريل/م3، حتى أقل (0.1 بكريل/م3) فوق المحيط. في الكهوف، المناجم المهواة، أو المساكن سيئة التهوية، يمكن أن يرتفع تركيزها إلى 20-2000 بكريل/م3.
في سياقات التعدين، يمكن أن تكون تركيزات الرادون أعلى من ذلك بكثير. تحاول لوائح التهوية الحفاظ على التركيزات في مناجم اليورانيوم تحت «مستوى العمل»، وتحت 3 WL (546 pCi 222Rn 222Rn لكل لتر من الهواء؛ 20.2 كيلو بيكريل/م3 تم قياسها من 1976 إلى 1985) 95% من الوقت. يبلغ متوسط التركيز في الهواء في معرض غاشتاين (غير المهوى) 43 kBq / m 3 (حوالي 1.2 nCi / L) بقيمة قصوى تبلغ 160 kBq / m 3 (حوالي 4.3 nCi / L).
ينبعث الرادون بشكل طبيعي من الأرض ومن بعض مواد البناء في جميع أنحاء العالم، حيث توجد آثار لليورانيوم أو الثوريوم، وخاصة في المناطق التي تحتوي على تربة تحتوي على الجرانيت أو الصخر الزيتي، والتي تحتوي على تركيز أعلى من اليورانيوم. في كل 1 ميل مربع من التربة السطحية، أول 6 بوصة (150 مـم) (العمق) يحتوي على حوالي 0.035 أوقية من الراديوم (0.4 جم لكل كيلومتر مربع) الذي يطلق غاز الرادون بكميات صغيرة في الغلاف الجوي. الرمل المستخدم في صناعة الخرسانة هو المصدر الرئيسي لغاز الرادون في المباني.
على نطاق عالمي، تشير التقديرات إلى أن 2400 مليون كوري (91 TBq) من الرادون من التربة سنويًا. ليست كل مناطق الجرانيت عرضة لانبعاثات عالية من غاز الرادون. لكونه غازًا نبيلًا غير متفاعل، فإنه عادة ما يهاجر بحرية من خلال الصدوع والتربة المجزأة، وقد يتراكم في الكهوف أو المياه. نظرًا لعمرها النصفي الصغير جدًا (أربعة أيام مقابل 222Rn 222Rn)، ينخفض تركيزه بسرعة كبيرة عندما تزداد المسافة من منطقة الإنتاج.
يختلف تركيزه في الغلاف الجوي بشكل كبير حسب الموسم والظروف. على سبيل المثال، ثبت أنه يتراكم في الهواء إذا كان هناك انعكاس جوي ورياح قليلة.
نظرًا لأن تركيزات غاز الرادون في الغلاف الجوي منخفضة جدًا، فإن الماء الغني بالرادون المعرض للهواء يفقد الرادون باستمرار عن طريق التطاير. وبالتالي، تحتوي المياه الجوفية عمومًا على تركيزات أعلى تبلغ 222Rn 222Rn من المياه السطحية، لأن الرادون يتجدد باستمرار عن طريق الاضمحلال الإشعاعي البالغ 226Ra 226Ra موجود في الصخور. وبالمثل، غالبًا ما تحتوي المنطقة المشبعة من التربة على نسبة أعلى من الرادون من المنطقة غير المشبعة بسبب الخسائر المنتشرة في الغلاف الجوي. كمصدر للمياه تحت الأرض، تحتوي بعض الينابيع - بما في ذلك الينابيع الساخنة - على كميات كبيرة من الرادون. مدن بولدر، مونتانا. ميساسا. يوجد في باد كرويتسناخ ودولة اليابان ينابيع غنية بالراديوم تنبعث منها غاز الرادون. لتصنيفها على أنها مياه غاز الرادون المعدنية، يجب أن يكون تركيز الرادون أعلى من 2 على الأقل nCi / L (7 بكريل / لتر). يصل نشاط مياه الرادون المعدنية إلى 2000 بيكريل / لتر في ميرانو و4000 Bq / L في قرية لوريسيا في إيطاليا.
يوجد الرادون أيضًا في بعض البترول. نظرًا لأن الرادون له منحنى ضغط ودرجة حرارة مماثل للبروبان، وتقوم مصافي النفط بفصل البتروكيماويات بناءً على نقاط غليانها، فإن الأنابيب التي تحمل البروبان المنفصل حديثًا في مصافي النفط يمكن أن تصبح مشعة جزئيًا بسبب جزيئات تحلل الرادون. غالبًا ما تحتوي بقايا صناعة النفط والغاز على الراديوم وبناته. يمكن أن يكون مقياس الكبريتات من بئر النفط غنيًا بالراديوم، بينما تحتوي المياه والنفط والغاز من البئر غالبًا على الرادون. يتحلل الرادون ليشكل نظائر مشعة صلبة تشكل طلاءات داخل الأنابيب. في معمل معالجة النفط، غالبًا ما تكون منطقة المصنع التي تتم فيها معالجة البروبان واحدة من أكثر المناطق تلوثًا، لأن الرادون لديه نقطة غليان مماثلة للبروبان.

### التراكم في المساكن

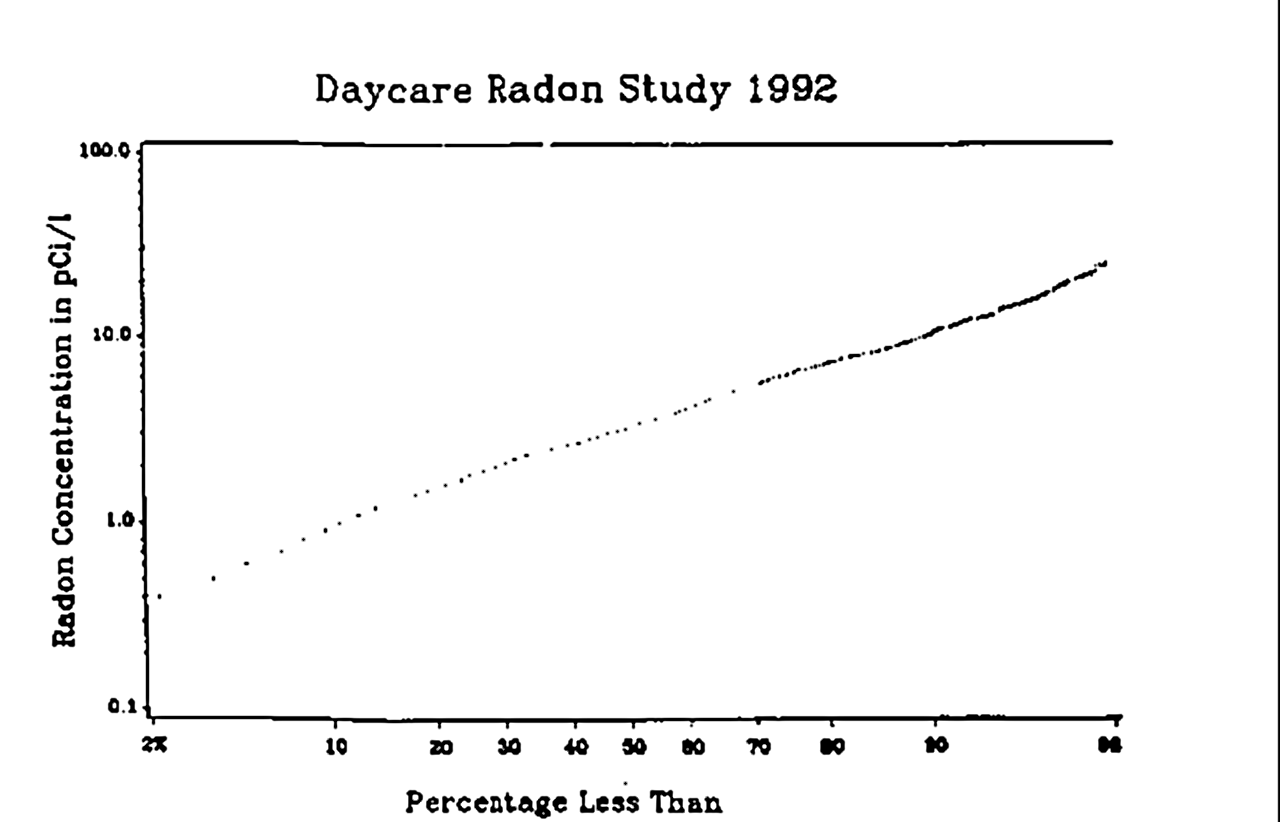
توزيع الرادون اللوغاريتمي النموذجي في المساكن

يبلغ التعرض المحلي النموذجي حوالي 100 بيكريل/م3 في الداخل، لكن خصائص البناء والتهوية تؤثر بشدة على مستويات التراكم؛ من المضاعفات الأخرى لتقييم المخاطر أن التركيزات في مكان واحد قد تختلف بعامل اثنين على مدى ساعة، ويمكن أن تختلف التركيزات بشكل كبير حتى بين غرفتين متجاورتين في نفس الهيكل.
توزيع تركيزات الرادون منحرف للغاية: التركيزات الأكبر لها وزن أكبر بشكل غير متناسب. يُفترض عادةً أن تركيز الرادون الداخلي يتبع توزيعًا لوغاريتميًا طبيعيًا في منطقة معينة. وبالتالي، يتم استخدام المتوسط الهندسي بشكل عام لتقدير «متوسط» تركيز الرادون في منطقة ما.
يتراوح متوسط التركيز من أقل من 10 بيكريل/م3 إلى أكثر من 100 بيكريل/م3 في بعض الدول الأوروبية. تتراوح الانحرافات المعيارية الهندسية النموذجية الموجودة في الدراسات بين 2 و3، مما يعني (بالنظر إلى القاعدة 68-95-99.7) أنه من المتوقع أن يكون تركيز الرادون أكثر من مائة ضعف متوسط التركيز في 2 إلى 3% من الحالات.
تم تسمية ما يسمى بـ «حادثة واتراس» في عام 1984 على اسم مهندس البناء الأمريكي ستانلي واتراس، وهو موظف في محطة طاقة نووية أمريكية، والذي أطلق أجهزة مراقبة الإشعاع أثناء مغادرته العمل على مدار عدة أيام - على الرغم من أن المحطة لم يتم تزويدها بالوقود بعد، وعلى الرغم من تطهير ووتر من التلوث وإرساله إلى المنزل «نظيفًا» كل مساء. وأشار ذلك إلى مصدر تلوث خارج محطة توليد الكهرباء، تبين أن غاز الرادون بلغ 100000 بيكريل/م3 (2.7 nCi / L) في قبو منزله. قيل له إن العيش في المنزل يعادل تدخين 135 علبة سجائر في اليوم، وقد زاد هو وعائلته من خطر الإصابة بسرطان الرئة بنسبة 13 أو 14 في المائة. لقد أوضح الحادث حقيقة أن مستويات الرادون في مساكن معينة يمكن أن تكون أحيانًا أعلى من المعتاد. سرعان ما أصبح الرادون مصدر قلق قياسي لمالك المنزل، على الرغم من أن التعرض المحلي النموذجي أقل من مرتين إلى ثلاث درجات من حيث الحجم (100 بيكريل/م3، أو 2.5 بيكسل / لتر)، مما يجعل الاختبار الفردي ضروريًا لتقييم مخاطر الرادون في أي مسكن معين.
يوجد الرادون في كل ولاية أمريكية، وحوالي 6% من المنازل الأمريكية بها مستويات مرتفعة. تم العثور على أعلى متوسط تركيزات الرادون في الولايات المتحدة في ولاية أيوا ومناطق جبال الأبلاش في جنوب شرق ولاية بنسلفانيا. تم تسجيل بعض أعلى القراءات في مالو، مقاطعة كورك، أيرلندا. تمتلك ولاية أيوا أعلى متوسط لتركيزات الرادون في الولايات المتحدة بسبب التجلد الكبير الذي أدى إلى ترسب الصخور الجرانيتية من الدرع الكندي وترسبها كتربة تشكل الأراضي الزراعية الغنية بولاية أيوا. اجتاز العديد من المدن داخل الولاية، مثل مدينة أيوا، متطلبات البناء المقاوم للرادون في المنازل الجديدة. في عدد قليل من المواقع، تم استخدام مخلفات اليورانيوم في مدافن النفايات وتم بناؤها لاحقًا، مما أدى إلى زيادة التعرض المحتمل لغاز الرادون.

### تلوث المجوهرات
في أوائل القرن العشرين 210Pb ذهب 210Pb بالرصاص، من بذور الذهب التي استخدمت في العلاج الإشعاعي الذي يحتوي على 222Rn 222Rn، تم صهرها وتحويلها إلى عدد صغير من قطع المجوهرات، مثل الخواتم، في الولايات المتحدة
قد يؤدي ارتداء مثل هذه الحلقة الملوثة إلى تعرض الجلد من 10 إلى 100 مليراد/يوم (0.004 إلى 0.04 ملي سيفرت/ساعة).

### اقتباسات
1. 1 2 3 4 5 6  "Toxological profile for radon" (PDF). وكالة تسجيل المواد السامة والأمراض, U.S. Public Health Service, In collaboration with وكالة حماية البيئة الأمريكية. ديسمبر 1990. مؤرشف من الأصل (PDF) في 2016-04-15.
2. ↑  "Facts about Radon". Facts about. مؤرشف من الأصل في 2008-10-09. اطلع عليه بتاريخ 2008-09-07.
3. ↑  "Report: EPA's Assessment of Risks from Radon in Homes". مؤرشف من الأصل في 2015-09-24. اطلع عليه بتاريخ 2013-04-19.
4. ↑  Yamamoto, M.؛ Sakaguchi، A؛ Sasaki، K؛ Hirose، K؛ Igarashi، Y؛ Kim، C (2006). "Radon". Journal of Environmental Radioactivity. ج. 86 ع. 1: 110–31. DOI:10.1016/j.jenvrad.2005.08.001. PMID:16181712.
5. 1 2  "EPA Assessment of Risks from Radon in Homes" (PDF). Office of Radiation and Indoor Air, US Environmental Protection Agency. يونيو 2003. مؤرشف من الأصل (PDF) في 2010-04-01.
6. ↑  French CEA note on Radon نسخة محفوظة December 22, 2007, على موقع واي باك مشين.
7. ↑  "Health Hazard Data" (PDF). The Linde Group. مؤرشف من الأصل (PDF) في 2013-06-25. اطلع عليه بتاريخ 2008-06-26.
8. ↑  "Le Radon. Un gaz radioactif naturel". مؤرشف من الأصل في 2021-12-17. اطلع عليه بتاريخ 2009-07-07.
9. ↑  See for instance Sperrin, Malcolm؛ Gillmore, Gavin؛ Denman, Tony (2001). "Radon concentration variations in a Mendip cave cluster". Environmental Management and Health. ج. 12 ع. 5: 476–82. DOI:10.1108/09566160110404881.
10. 1 2  Zdrojewicz, Zygmunt؛ Strzelczyk، Jadwiga (Jodi) (2006). "Radon Treatment Controversy, Dose Response". Dose-Response. ج. 4 ع. 2: 106–18. DOI:10.2203/dose-response.05-025.Zdrojewicz. PMID:18648641. {{استشهاد بدورية محكمة}}: الوسيط غير المعروف |PMCID= تم تجاهله يقترح استخدام |pmc= (مساعدة)
11. ↑  Mueller Associates, SYSCON Corporation, مختبر بروكهافن الوطني (1988). Handbook Of Radon In Buildings: Detection, Safety, & Control. CRC Press. ص. 28–32. ISBN:978-0891168232.{{استشهاد بكتاب}}:  صيانة الاستشهاد: أسماء متعددة: قائمة المؤلفين (link)
12. ↑  Steck, Daniel J.؛ Field, R. William؛ Lynch, Charles F. (1999). "Exposure to Atmospheric Radon". Environmental Health Perspectives. ج. 107 ع. 2: 123–27. DOI:10.2307/3434368. JSTOR:3434368. PMID:9924007. مؤرشف من الأصل في 2021-05-05. {{استشهاد بدورية محكمة}}: الوسيط غير المعروف |PMCID= تم تجاهله يقترح استخدام |pmc= (مساعدة)
13. ↑  "The Geology of Radon". United States Geological Survey. مؤرشف من الأصل في 2015-02-27. اطلع عليه بتاريخ 2008-06-28.
14. ↑  "Radon-222 as a tracer in groundwater-surface water interactions" (PDF). Lancaster University. مؤرشف من الأصل (PDF) في 2021-11-08. اطلع عليه بتاريخ 2008-06-28.
15. ↑  Field, R. William. "Radon Occurrence and Health Risk" (PDF). Department of Occupational and Environmental Health, University of Iowa. مؤرشف من الأصل (PDF) في 2009-11-22. اطلع عليه بتاريخ 2008-02-02.
16. ↑  "The Clinical Principles Of Balneology & Physical Medicine". مؤرشف من الأصل في 2008-05-08. اطلع عليه بتاريخ 2009-07-07.
17. ↑  "Potential for Elevated Radiation Levels In Propane" (PDF). National Energy Board. أبريل 1994. مؤرشف من الأصل (PDF) في 2021-03-12. اطلع عليه بتاريخ 2009-07-07.
18. ↑  Numerous references, see for instance Analysis And Modelling Of Indoor Radon Distributions Using Extreme Values Theory or Indoor Radon in Hungary (Lognormal Mysticism) for a discussion. نسخة محفوظة 2021-12-26 على موقع واي باك مشين.
19. ↑  "Data Collection and Statistical Computations". مؤرشف من الأصل في 2022-07-22. اطلع عليه بتاريخ 2009-07-07.
20. ↑  "Sources-to-effects assessment for radon in homes and workplaces" (PDF). UNSCEAR. مؤرشف من الأصل (PDF) في 2021-12-17. اطلع عليه بتاريخ 2009-07-07.
21. ↑  LaFavore, Michael. "Radon: The Quiet Killer." Funk & Wagnalls 1987 Science Yearbook. New York: Funk & Wagnalls, Inc., 1986. (ردمك 0-7172-1517-2). 217–21.
22. ↑  "Nuclear reaction: why do citizens fear nuclear power?". www.pbs.org. 22 أبريل 1997. مؤرشف من الأصل في 2021-11-14.
23. ↑  Harrison, Kathryn؛ Hoberg, George (1991). "Setting the Environmental Agenda in Canada and the United States: The Cases of Dioxin and Radon". Canadian Journal of Political Science. ج. 24 ع. 1: 3–27. DOI:10.1017/S0008423900013391. JSTOR:3229629.
24. ↑  Blaugrund, Andrea (9 أبريل 1988). "Confusion mounting over radon". The Gainesville Sun. ص. section A, page 1.
25. ↑  Price، Phillip N.؛ Nero, A.؛ Revzan, K.؛ Apte, M.؛ Gelman, A.؛ Boscardin, W. John. "Predicted County Median Concentration". Lawrence Berkeley National Laboratory. مؤرشف من الأصل في 2007-12-31. اطلع عليه بتاريخ 2008-02-12.
26. ↑  Field, R. William. "The Iowa Radon Lung Cancer Study". Department of Occupational and Environmental Health, University of Iowa. مؤرشف من الأصل في 2016-05-19. اطلع عليه بتاريخ 2008-02-22.
27. ↑  "Poster Issued by the New York Department of Health (ca. 1981)". Oak Ridge Associated Universities. 12 أكتوبر 2021. مؤرشف من الأصل في 2022-04-21. اطلع عليه بتاريخ 2021-10-12.
28. ↑  "Rings and Cancer". Time. 13 سبتمبر 1968. مؤرشف من الأصل في 2009-05-22. اطلع عليه بتاريخ 2009-05-05.
29. ↑  Giehl, Michael (1989). "Pb-210 Kontamination von Goldschmuck – Enstehung, Dosis, Effekte (Pb-210 contaminated golden Jewelries – Origin, Doses, Effects)". PhD Thesis (University Medicine Berlin). اطلع عليه بتاريخ 2009-07-07.[وصلة مكسورة]

## روابط خارجية
- الملف السمي للرادون، مسودة للتعليق العام، وكالة المواد السامة وسجل الأمراض، سبتمبر 2008
- الآثار الصحية للتعرض لغاز الرادون : BEIR VI. لجنة المخاطر الصحية للتعرض للرادون (BEIR VI)، المجلس القومي للبحوث متاح على الإنترنت
- تقرير لجنة الأمم المتحدة العلمية المعنية بآثار الإشعاع الذري (UNSCEAR) لعام 2000 إلى الجمعية العامة، مع المرفقات العلمية: الملحق ب: التعرضات من مصادر الإشعاع الطبيعي.
- هل يجب قياس تركيز غاز الرادون في منزلك؟، فيليب ن.برايس، أندرو جيلمان، في الإحصاء: دليل إلى المجهول، يناير 2004.
- منشورات الرادون والرادون في وكالة حماية البيئة الأمريكية
- معلومات الرادون من وكالة حماية الصحة في المملكة المتحدة
- أسئلة يتكرر طرحها عن الرادون في مجلس السلامة الوطني
- دليل المشتري والبائع للرادون مقال بقلم الرابطة الدولية لمفتشي المنازل المعتمدين (InterNACHI)
- الرادون وصحة الرئة من جمعية الرئة الأمريكية
- تأثير الرادون على صحتك - Lung Association
- دليل الطبيب للرادون
- خطة عمل وكالة حماية البيئة الفيدرالية لتخفيف غاز الرادون
- قياس الرادون وسلامته